# 初鹿野惠太郎
初鹿野 惠太郎（はつかの けいたろう、1948年 - ）は、日本の実業家。元足立成和信用金庫理事長、学校法人足立学園理事長。

## 人物・経歴
1948年埼玉県川口市生まれ。1966年3月足立高等学校（現･足立学園中学校・高等学校）卒業。1970年3月千葉商科大学商経学部卒業。足立信用金庫（現・足立成和信用金庫）入庫。支店長、本店長、本部経営戦略部長、常務理事を歴任し、2007年6月理事長就任。2016年学校法人足立学園理事長就任。